# Roikier See
Der Roikier See (auch: Roikiersee) ist ein Waldsee, der dem Forst Groß-Tremmerup bei Glücksburg (Ostsee) zugerechnet wird. Er ist ca. 3,6 ha groß und der wohl einzige richtige Waldsee der Region Angeln.

## Hintergrund
Der Roikier See entstand im 13. Jahrhundert aus einer von Mönchen des damals in Glücksburg befindlichen Zisterzienserkloster gerodeten Moorfläche. Der See diente der Süßwasserversorgung sowie der Karpfenzucht. Der Seename besteht aus zwei Wortbestandteilen. Der Wortbestandteil „Roi“ dürfte auf eine Rodung, dänisch „rydning“, hinweisen. Der zweite Wortbestandteil ist im Schleswiger Raum bei verschiedenen alten Ortsnamen in geringfügig abweichenden Schreibweisen zu finden, beispielsweise Elkier oder Wesebykjer (vgl. auch: Liste schleswigscher Ortsnamen). Das im Dänischen und Norwegischen belegte Wort „Kær“ beziehungsweise „Kjär“ verweist auf ein mit Gebüsch oder Kratt bewachsenes Moor.
Heute liegt der Roikier See umgeben von Schlucht- und Auenwald im Forst Groß-Tremmerup. Er ist Teil des Landschaftsschutzgebietes "Flensburger Förde" und Heimat zahlreicher Wasservögel. Auch Fledermäuse haben sich rund um den See angesiedelt.